# بابا (أسطورة)

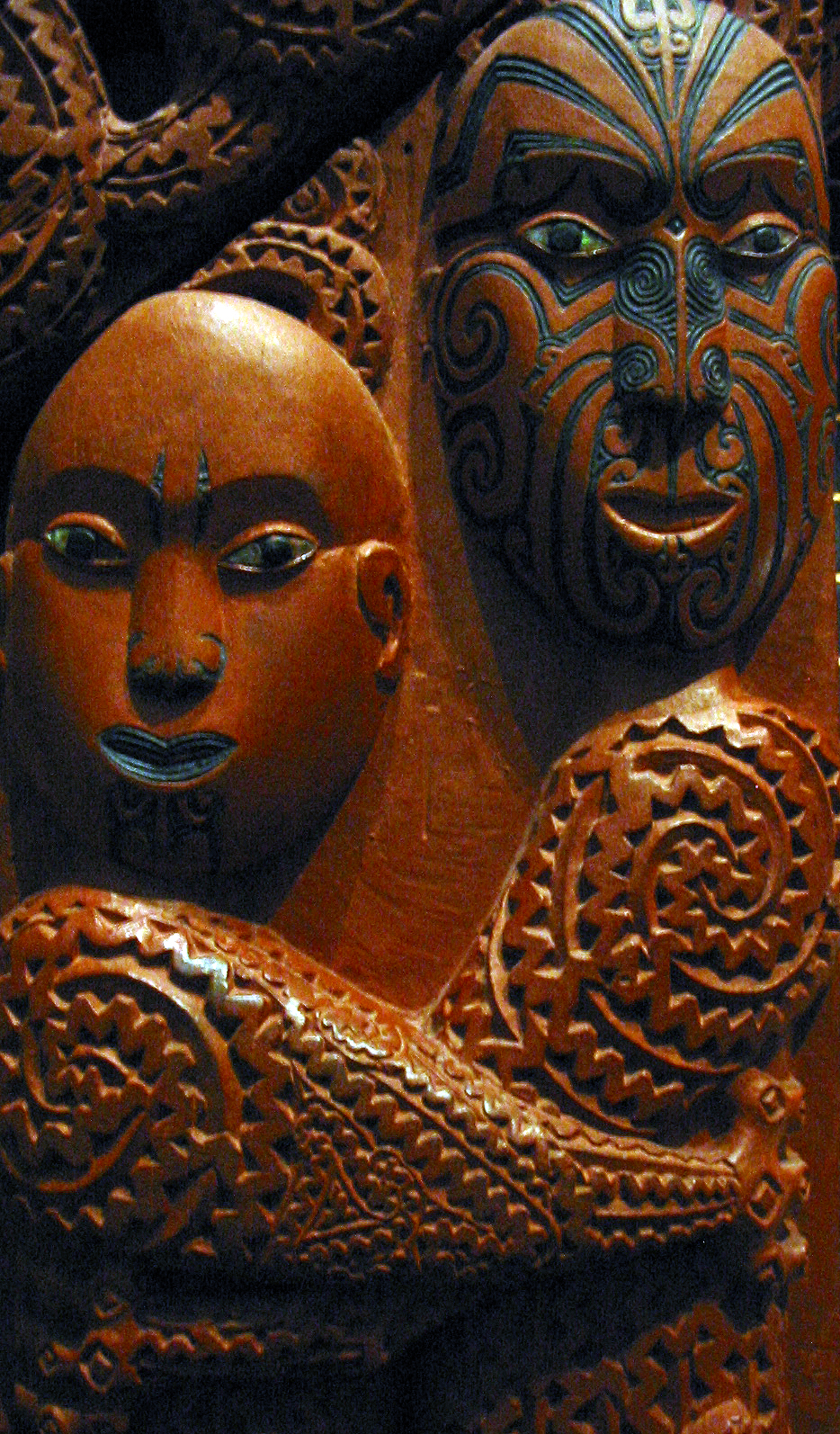
أداء فني لأنتوني (رانجي) وتوني (بابا) في مجتمع العصر الحديث.

بابا (بالإنجليزية: Papa)‏ في الميثولوجيا الماورية في نيوزيلاندا تعتبر بابا تشخيصا للأرض وهي الربة المؤنثة. ويقع الرب المذكر رانغي Rangi - تشخيص السماء - في حب بابا ويعانقها. كان هذا في الزمن الذي لم يكن في الكون نور. وأنجب رانغي وبابا أطفالا كثيرين. ولم يستطع رانغي أن ينفصل عن حبيبته بابا ومنع عناقهما الأعشاب والنباتات والأشجار والأثمار من أن تنمو على الأرض كما أنه سحق نسلها. لكن الآلهة أخيرا استطاعوا فصلهما إلى الأبد. وعندما انفصلا، سقط النور من السماء وتدفق على الأرض. وعند النغيتاهو في الجزيرة الجنوبية لنيوزيلاندا يعرف رانغي باسم راكي، ويقولون إن الشباب والتنهدات من بابا كانت شوقا إلى راكي، وإن ندى الصباح هو دمع راكي حزنا على انفصاله عن بابا.
في أساطير جزر - كوك التابعة لمجموعة جزر كوك الجنوبية، تم خلق إلهة الأرض بابا Papa عندما أخرجتها فاريما تاكيري، الإلهة الأم البدائية، من الجانب الأيسر من جسدها. تزوجت بابا شقيقها، إله السماء فاتيا. كان لديهم أبناء توأمان، إله البحر تانجروا وإله النباتات رونجو.